# Giampaolo Medda
Giampaolo Medda (1927.) je bivši talijanski hokejaš na travi.
Na hokejaškom turniru na Olimpijskim igrama 1952. u Helsinkiju je igrao za Italiju, koja je ispala u osmini završnice. 
Na hokejaškom turniru na Olimpijskim igrama 1960. u Rimu je igrao za Italiju, koja je na kraju zauzela 13. mjesto na ljestvici. S 33 godine je bio najstariji talijanski igrač u sastavu.

## Vanjske poveznice
- Profil na Sports Reference.com  Arhivirana inačica izvorne stranice od 18. prosinca 2009. (Wayback Machine)